# Idre
Idre is een plaats in de gemeente Älvdalen in het landschap Dalarna en de provincie Dalarnas län in Zweden. De plaats heeft 769 inwoners (2005) en een oppervlakte van 182 hectare. Idre is het kerkdorp van de historische Idre socken (parochie Idre).
Idre ligt aan het meer Idresjön.  In dit meer komen de rivieren Storån en Sörälven samen en vanaf hier begint de rivier de Österdalälven. Idre is bekend als een wintersportplaats met verschillende skigebieden in de omgeving. Het grootste van deze gebieden is Idre Fjäll, het op drie na grootste skigebied van Zweden.
In de omgeving van Idre ligt Idre Sameby, de zuidelijkste sameby in Zweden.

## Verkeer en vervoer
Bij de plaats loopt de Riksväg 70.